# Microdipodops megacephalus
Microdipodops megacephalus — один із двох видів роду Microdipodops родини Heteromyidae. Поширений на південному заході США.

## Морфологічні характеристики
Вид досягає загальної довжини від 14,0 до 17,7 см із хвостом від 6,8 до 10,3 см. Вага від 10,0 до 16,9 грамів чорно-коричневого, коричневого або сірого кольору, знизу волоски темні біля основи й білі. Лапи збільшені та мають щетиноподібні волоски, які стирчать убік, збільшуючи площу поверхні, яка торкається піску. Задні лапи збільшені на 23–27 міліметрів у довжину і дають поштовх для стрибків, тоді як короткі передні ноги рідко торкаються землі. Хвіст використовується для підтримки рівноваги під час стрибків за допомогою задніх лап.
Цей вид відрізняється від M. pallidus більш темним кольором спини, очеревиною, яка у M. pallidus повністю біла, і трохи коротшими задніми лапами.

## Спосіб життя
Тварини ведуть нічний спосіб життя. Це поодинокі істоти, а вдень живуть у своїх підземних норах. Пік активності припадає на березень-жовтень. Вони харчуються в основному насінням, але також їдять комах. Їм не потрібно пити, оскільки вони покривають свої потреби в рідині лише за рахунок їжі. Ймовірно, вони також зберігають їжу у своїх норах.
Молоді тварини народжуються в період з травня по червень, при цьому приплоди складаються з двох-дев'яти молодих тварин. Основними хижаками є сови, лисиці та борсуки.